# 3136 Anshan
3136 Anshan è un asteroide della fascia principale. Scoperto nel 1981, presenta un'orbita caratterizzata da un semiasse maggiore pari a 3,1682542 UA e da un'eccentricità di 0,1313952, inclinata di 4,53862° rispetto all'eclittica.
L'asteroide prende il nome dalla città cinese di Anshan.